# El infierno de Dante
El infierno de Dante es el quinto álbum de la banda mexicana de thrash metal Transmetal, lanzado en 1993 a través de Discos y Cintas Denver.

## Detalles
Este disco marca el regreso de Alberto Pimentel en la voz. Fue la primera grabación del grupo realizada en el extranjero, en los afamados Morrisound Recording Sound Studios de Tampa, Florida (Estados Unidos). 
Se trata de un álbum conceptual acerca de la Divina Comedia, del célebre poeta medieval italiano Dante Alighieri.
En este álbum interviene Glen Benton (de Deicide) haciendo los coros en las canciones de "El infierno de Dante" e "Himno para Él".
La banda grabó una versión en inglés del álbum, titulada "Dante's Inferno". Ambas versiones fueron editadas al mismo tiempo.

## Lista de canciones
1. El infierno de Dante - 05:17
2. Vacío abismal - 03:33
3. Las llamas de la purificación - 03:27
4. Séptico y veneración - 03:33
5. Altura magneficente - 01:47
6. Himno para Él - 04:25
7. Fosas malditas - 04:02
8. Místicas estrellas del universo [Instrumental] - 01:00
9. Reencuentro con Beatriz - 04:15
10. El último día sombrío - 01:40

## Alineación
- Alberto Pimentel - voz y guitarra.
- Juan Partida - guitarra líder
- Lorenzo Partida - bajo
- Javier Partida - batería